# إيرنيستو دياز إسبينوزا
إيرنيستو دياز إسبينوزا (بالإسبانية: Ernesto Díaz Espinoza) هو مونتير وكاتب سيناريو ومخرج تشيلي، ولد في 10 يونيو 1978 في سانتياغو في تشيلي.

## وصلات خارجية
- إيرنيستو دياز إسبينوزا على موقع IMDb (الإنجليزية)
- إيرنيستو دياز إسبينوزا على موقع ألو سيني (الفرنسية)
- إيرنيستو دياز إسبينوزا على موقع أول موفي (الإنجليزية)
- إيرنيستو دياز إسبينوزا على موقع قاعدة بيانات الأفلام السويدية (السويدية)
- إيرنيستو دياز إسبينوزا على موقع قاعدة بيانات الفيلم (الإنجليزية)
- إيرنيستو دياز إسبينوزا على موقع كينوبويسك (الروسية)